# Borrés
Borrés ist ein spanischer Ort in der Provinz Huesca der Autonomen Gemeinschaft Aragonien. Borrés, im Pyrenäenvorland liegend, gehört zur Gemeinde Sabiñánigo. Der Ort im Val Ancha hatte 15 Einwohner im Jahr 2015.

## Geographie
Der Ort liegt etwa sechs Kilometer nordwestlich von Sabiñánigo und ist über die N330 zu erreichen.

## Sehenswürdigkeiten
- Kirche Asunción de María aus dem 17./18. Jahrhundert